# André Neiva
André Neiva (Rio de Janeiro, 28 de setembro) é um baixista brasileiro.
O nome Andre Neiva aparece em mais de duzentos Cds e DVDs, tendo trabalhado como produtor, arranjador ou músico ao lado de Gal Costa, João Bosco, Jorge Vercillo, Tim Maia,  Airto Moreira, Flora Purin, Cama de Gato, Milton Nascimento, Diogo Nogueira, Tunai, Baby do Brasil, Nelson Faria, Léo Gandelman, Billy Cobham, Don Grusin, Victor Biglione, Ricardo Silveira, Cristóvão Bastos, Moraes Moreira, Zé Ramalho, Alceu Maia (Choro Elétrico) Jorge Aragão, Blitz, Márcio Montarroyos entre muitos outros.
Tem uma forte presença na música Gospel tendo gravado com mais de 70 artistas entre eles destaque para: Carlinhos Felix, Eyshila, Jossana Glessa, Cristina Mel, Mara Maravilha, Adilson Silva, Beto Byron, Graça e Paz, etc.
Andre Neiva é membro votante do Grammy Latino “The Latin Recording Academy”.
André Neiva lançou em 2002, um vídeo-aula, todo filmado com simulador de película de filme (uma novidade para a época) e com um vídeo clipe de bônus no final.Tem feito vários workshops pelo Brasil e no exterior divulgando esse material.
Em 2014 foi nomeado ao Grammy Latino na categoria Produtor Musical.
Em 2020 lança seu primeiro álbum solo MAVERICK 75.
Em 2020 lança no formato digital o “TRIBUTO AOS BAIXISTAS QUE CANTAM”.